# 胡塞·马凯
胡塞·马凯（俄语：Хусэ Макэ，1907年—1970年），本名胡塞因·马凯耶夫（俄语：Хусеин Макеев），东干诗人、教师。

## 生平
胡塞·马凯出生于1907年。年轻时，他远离家乡接受教育。他先是在伏龙芝的一家茶馆工作，后来搬到塔什干，进入中亚共产主义大学历史系学习。1932年至1939年，他在《东火星》报社工作。随后，他在普热瓦尔斯克师范学院教授历史。直到1957年，他曾在党内担任过各种职务，后又调到《十月的旗》报社。他在这家报社工作直至离世。

## 作品
- 胡塞·马凯. . 由林涛; 崔凤英翻译. 世界图书出版社. 2019年. ISBN 9787519258634 （中文（中国大陆））.